# Franca Rame
Franca Rame (ur. 18 lipca 1929 w Parabiago, zm. 29 maja 2013 w Mediolanie) – włoska aktorka, polityk, feministka.
Żona i muza włoskiego dramaturga Dario Fo, który jej zadedykował Nagrodę Nobla w dziedzinie literatury z 1997 r. Ich synem jest Jacopo Fo.

## Filmografia
- 1951: Ha fatto tredici
- 1964: Extraconiugale jako Anna
- 1964: Miłość w czterech wymiarach jako Suzy
- 1957: II Cocco di mamma jako Delia
- 1988: Una lepre con la faccia da bambina
- 2009: Radio Singer